# Фернандо Муслера
Нестор Фернандо Муслера Микол (на испански: Néstor Fernando Muslera Micol) е уругвайски футболист, роден на 16 юни 1986 г. в Буенос Айрес, Аржентина. Играе на поста вратар за аржентинския Естудиантес. 

## Клубна кариера
Муслера преминава през юношеските формации на Монтевидео Уондърърс, преди да подпише професионален договор през 2004 г. Добрите му изяви водят до отдаване под наем в един от грандовете Насионал. През 2007 г. се появяват информации за негов трансфер в Лацио, Ювентус, Арсенал или Бенфика. В крайна сметка той преминава в отбора от Рим за 3 милиона евро като заместник на отказалия се ветеран Анджело Перуци. Изиграва едва пет мача, преди да изпадне в немилост след загубата от Милан с 1:5, при която Муслера има вина за четири от головете, и до края на сезона остава резерва на 44-годишния Марко Балота (с изключение на още четири мача за първенство и всичките мачове за Копа Италия). През следващия сезон също остава втори избор след новопривлечения Хуан Пабло Карисо, но след грешки на Карисо и конфликт с ръководството Муслера отново добива титулярното място. Показва отлични изяви в турнира за Купата на Италия, включително и две спасени дузпи във финала срещу Сампдория (6:5).
През 2011 „орлите“ от Рим го продават на Галатасарай с който подписва договор за 5 години. На 08.04.2012 година отбелязва първия си гол срещу Манисаспор при изпълнение на дузпа. Поставя и рекорд за Турската суперлига като опазва вратата си суха за 19 от 39 изиграни срещи

## Национален отбор
Муслера дебютира за Уругвай на 10 октомври 2009 г. срещу Еквадор. Победата с 2:1 се оказва решаваща за класирането на отбора на пето място в квалификациите и участието на бараж за място на СП 2010. На световното първенство Муслера успява да опази вратата си суха в трите мача от предварителната група (0:0 с Франция, 3:0 с Южна Африка и 1:0 с Мексико. Муслера е и главно действащо лице и в мача в четвърт финала с Гана, при който спасява две дузпи и тимът му отива на полуфинал. От СП 2010 Уругвай си тръгват четвърти.
Продължава доброто си представяне и в турнира Копа Америка 2011 в Аржентина, като праща тима си на полуфинал след драматичното отпадане на домакина Аржентина в мач завършил 6:5 след изпълнение на дузпи. Муслера спасява ударът на Карлос Тевес. Нандо и момчетата на националния отбор на Уругвай изпълнили 5 брилиянтни попадения пращат тимът си на полуфинал. Където отстраняват тима на Перу с 2-0, а на финала побеждават Парагвай с 3-0 и стават рекордьори по титли от турнира Копа Америка а именно 15 купи!

## Успехи
Лацио
- Копа Италия
  - Носител: 2009
- Суперкопа Италиана
  - Носител: 2009

 Уругвай
- Световно първенство по футбол
  - 4-то място – 2010
- Копа Америка: 2011

 Галатасарай
- Турска Суперлига
  - Шампион: 2011/12, 2012/13, 2014/15, 2017/18, 2018/19, 2022/23, 2023/24, 2024/25
- Купа на Турция
  - Шампион: 2013/14, 2014/15, 2015/16, 2018/19, 2024/25
- Супер купа
  - Шампион: 2012, 2013, 2015, 2016, 2019, 2023